# 莫马尔·恩迪亚耶
莫马尔·恩迪亚耶（法語：Momar N'Diaye，1987年7月13日—），是一名塞内加尔职业足球运动员，现效力于中国足球甲级联赛球队北京八喜。他拥有法国护照。

## 俱乐部生涯
恩迪亚耶在塞内加尔国内球队Génération Foot接受职业足球训练。2001年前往法国球队梅斯， 并在2004年提升进入一线队。2008/09赛季租借到沙托鲁。 2010年1月21日，他前往德国加盟德乙球队红白艾伦。 半年后，红白艾伦降级，恩迪亚耶在5月27日转投FSV法兰克福。
2012年7月，中国足球甲级联赛球队北京八喜宣布恩迪亚耶正式加盟球队。虽然他在2012赛季下半赛季出场14次，打进7球，但最终没有帮助北京八喜保级成功。

## 国际比赛生涯
2005年，18岁的恩迪亚耶曾经代表塞内加尔国家足球队出场一次。

## 个人生活
恩迪亚耶的表亲伊布拉希马·盖伊和巴巴卡·盖伊都是足球运动员，他们曾一同效力于梅斯。